# Midnite Vultures
Midnite Vultures —en español: Buitres de medianoche— es el séptimo álbum de estudio del músico estadounidense Beck, publicado el 23 de noviembre de 1999 a través de DGC. Fue grabado en la casa de Beck y contó con la producción del propio artista, Mickey Petralia, Tony Hoffer, John King y Mike Simpson. Con este álbum producido por los Dust Brothers, Beck logra entrar definitivamente en el mapa musical como uno de los cantantes más innovadores del momento. Sencillos de este álbum como la exuberante funk "Sexx Laws" fueron un éxito y le dieron al cantante una mayor popularidad en el mundo entero.

## Historia

### Grabación y concepto
Midnite Vultures, el disco que llega justo para el fin de milenio con la convicción de ser el último gran disco del año, es la continuación directa de Odelay, así como Odelay lo era de Mellow Gold. En un reportaje posterior a la salida de Mutations, Beck declaró que su próximo disco sería un disco “completamente bailable, con canciones tontas y letras tontas”. Esto se ve en frases como “Quiero desafiar la lógica de todas las leyes sexuales”, de “Sexx Laws”, el primer corte del disco, o “Estoy mezclando fitness y cuero / para que todas las lesbianas se pongan a gemir” (“Mixed Bizness”, segundo corte). Más que ningún otro, este es un disco físico, nosólo plagado por el baile y el sexo sino también por olores y sabores: “Nicotine & Gravy” (Nicotina y aderezo), “Peaches & cream” (Duraznos y crema'), “Milk & Honey” (Leche y miel) son tres temas casi consecutivos.
El álbum es una apología de los excesos, narrada a través de imágenes como sacado de un puro sueño de los mejores en Las Vegas o Los Ángeles. Como tres imágenes musicalizadas, "Nicotine & Gravy" sube exquisitamente el tono de la cuestión, "Mixed Bizness" lo desordena, "Hollywood Freaks" le pone sabor a la utopía plástica del mundo rico y célebre, siendo ellas las primeras muestras de un ánimo liviano y efervescente. Tuvo una impresión inicial en formato digipak limitada a las primeras 500.000 unidades. En la canción “Beautiful Way” aparece Berth Orton como vocalista de fondo, Johnny Marr (exguitarrista de los Smiths) aparece en “Milk and Honey”. El álbum cuenta también con la inclusión de la canción “Debra” también conocida como “I Wanna Get With You (And Your Sister Debra)”, un clásico en las giras desde 1996 pero que Beck no incluyó en su álbum Odelay por considerar que no encajaba en el mismo.

### Influencias
Varias canciones fueron directamente inspiradas por otras canciones: "Get Real Paid" cuenta con un secuenciador espiral que recuerda a "It's More Fun to Compute" de Kraftwerk; un sintetizador de "Milk & Honey" resuena similar a un riff de "The Message", de Grandmaster Flash and the Furious Five; "Beautiful Way" se produjo después de escuchar la canción "Countess from Hong Kong" de The Velvet Underground; y "Debra" fue inspirada por las canciones "Raspberry Beret" de Prince y "Win" de David Bowie. Sin embargo, y a pesar de que todo lo que se escucha fue tomado de los ‘70 y principios de los ‘80 (lo más nuevo sería el electro circa 1982 de “Get Real Paid” y lo más viejo, el soul al estilo Motown circa 1972 de “Debra”) el disco no suena como Lenny Kravitz, Jamiroquai u otros artistas con una fijación retro.

### Lanzamiento y recepción
Midnite Vultures alcanzó el puesto # 34 en los EE. UU., donde fue disco de oro, y también alcanzó el # 19 en el Reino Unido. A partir de julio de 2008, el álbum ha vendido 743.000 copias en los Estados Unidos. El disco fue elogiado por la mayoría de los críticos, la revista Rolling Stone, NME y Pitchfork Media les dio cuatro estrellas (8.5/10 críticas en Pitchfork). Se le otorgó el estatus de "aclamación universal" por MetaCritic con una puntuación de 83/100, pero en 2006 fue nombrado en el puesto 50 de la lista "El peor disco de la historia" por la revista Q Magazine, a pesar del hecho de que se le dio al álbum cuatro estrellas. Pitchfork Media lo incluyó en el puesto número 5 de su lista "Top 10 Albums of 1999" (los 10 mejores discos de 1999). Midnite Vultures fue nominado en 2001 por "Álbum del Año" en los 43.os Grammy Awards.

## Lista de canciones
| N.º | Título                                  | Escritor(es)                            | Duración |  |
| 1.  | «Sexx Laws»                             | Beck Hansen                             | 3:39     |  |
| 2.  | «Nicotine & Gravy»                      | Beck Hansen                             | 5:13     |  |
| 3.  | «Mixed Bizness»                         | Beck Hansen                             | 4:10     |  |
| 4.  | «Intro To Get Real Paid» (pista oculta) |                                         | 0:24     |  |
| 5.  | «Get Real Paid»                         | Beck Hansen                             | 4:20     |  |
| 6.  | «Hollywood Freaks»                      | Beck Hansen, John King, Michael Simpson | 3:59     |  |
| 7.  | «Peaches & Cream»                       | Beck Hansen                             | 4:54     |  |
| 8.  | «Broken Train»                          | Beck Hansen                             | 4:11     |  |
| 9.  | «Milk & Honey»                          | Beck Hansen, Buzz Clifford              | 5:19     |  |
| 10. | «Beautiful Way»                         | Beck Hansen                             | 5:37     |  |
| 11. | «Intro To Pressure Zone» (pista oculta) |                                         | 0:08     |  |
| 12. | «Pressure Zone»                         | Beck Hansen                             | 3:07     |  |
| 13. | «Debra»                                 | Beck Hansen, John King, Michael Simpson | 5:43     |  |
| 14. | «Untitled Track» (pista oculta)         |                                         | 1:04     |  |

### Disco Bonus de Edición Limitada
Las versiones iniciales vendidas en las tiendas Best Buy contenían un disco extra con tres canciones adicionales. El álbum estaba empaquetado en una caja de plástico estándar y el disco extra en una funda de cartón aparte.
| N.º | Título                      | Duración |  |
| 1.  | «Salt in the Wound»         | 3:24     |  |
| 2.  | «This Is My Crew»           | 3:55     |  |
| 3.  | «Sexx Laws" (Malibu remix)» | 6:52     |  |

## Grabaciones adicionales
Las siguientes canciones fueron grabadas durante las sesiones de Midnite Vultures, pero no se incluyeron en el álbum. Algunos aparecen en la edición limitada del EP Beck.
- «Almost a Ghost» (inédito)
- «Arabian Nights»
- «Dirty Dirty»
- «Earthquake Weather»
- «Midnite Vultures»
- «This Is My Crew»
- «Rental Car»
- «Salt in the Wound»
- «Zatyricon»

## Personal
- Beck – sintetizador, guitarra, piano, teclados, programación, voz, coro, productor, vocoder, arreglos de vientos, mezcla
- David Campbell – viola, arreglos de cuerdas, conductor de orquesta
- Larry Corbett – violonchelo
- Joel Derouin – violín
- Brian Gardner – masterización
- Bernie Grundman – masterización
- Greg Leisz – pedal steel
- Jay Dee Maness – pedal steel
- Johnny Marr – guitarra eléctrica
- Michael Patterson – mezcla
- Herb Pedersen – banjo
- Fernando Pullum – trompa
- David Ralicke – trombón
- Joe Turano – trompa, voces de fondo
- Arnold McCuller – coros
- Smokey Hormel – guitarra
- Joey Waronker – percusión, batería
- Beth Orton – coros
- Chris Bellman – masterización
- The Dust Brothers – scratch, programación, productores, ingenieros
- Robert Carranza – ingeniero
- Steve Baxter – trompa, voces de fondo
- Justin Meldal-Johnsen – sintetizador, bajo, guitarra, percusión, coros, palmas, shaker, contrabajo
- Steve Mix.dorf – segundo ingeniero
- Valerie Pinkston – coros
- Roger Joseph Manning Jr. – órgano, sintetizador, piano, pandereta, coro, clavicordio, percusión, shaker, vocoder
- Mickey Petralia – programación, productor, ingeniero, mezcla
- Shauna O'Brien – mánager del proyecto
- DJ Swamp – scratch
- Eve Butler – violín
- Charlie Gross – fotografía
- Arroyo Bombers – coros
- Arroyo Tabernacle Men's Chorale – coros
- Jon Birdsong – trompeta
- Derek Carlson – segundo ingeniero
- Eye – obra de arte, dirección de arte, diseño, collage
- Gimbop – dirección de diseño
- Michel Gondry – collage
- Tony Hoffer – guitarra, programación, productor, ingeniero, edición, mezcla, guitarra wah wah, diseño de sonido
- David Arthur Brown – saxo tenor